# Hodites punctissima
Hodites punctissima är en tvåvingeart som beskrevs av Hull 1962. Hodites punctissima ingår i släktet Hodites och familjen rovflugor. Inga underarter finns listade i Catalogue of Life.